# Přívěsť

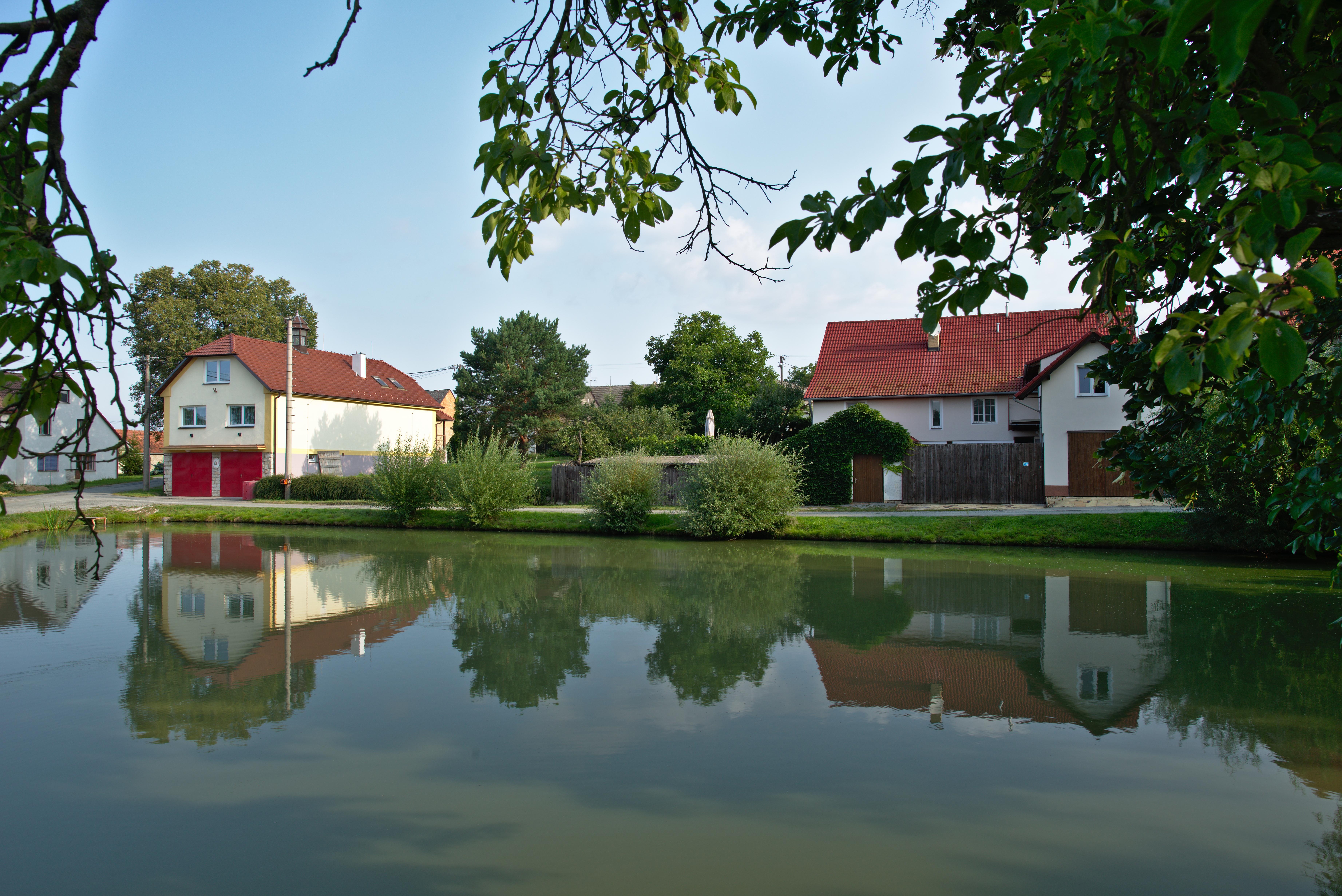
Teich hinter dem Gemeindeamt am Uhřický potok

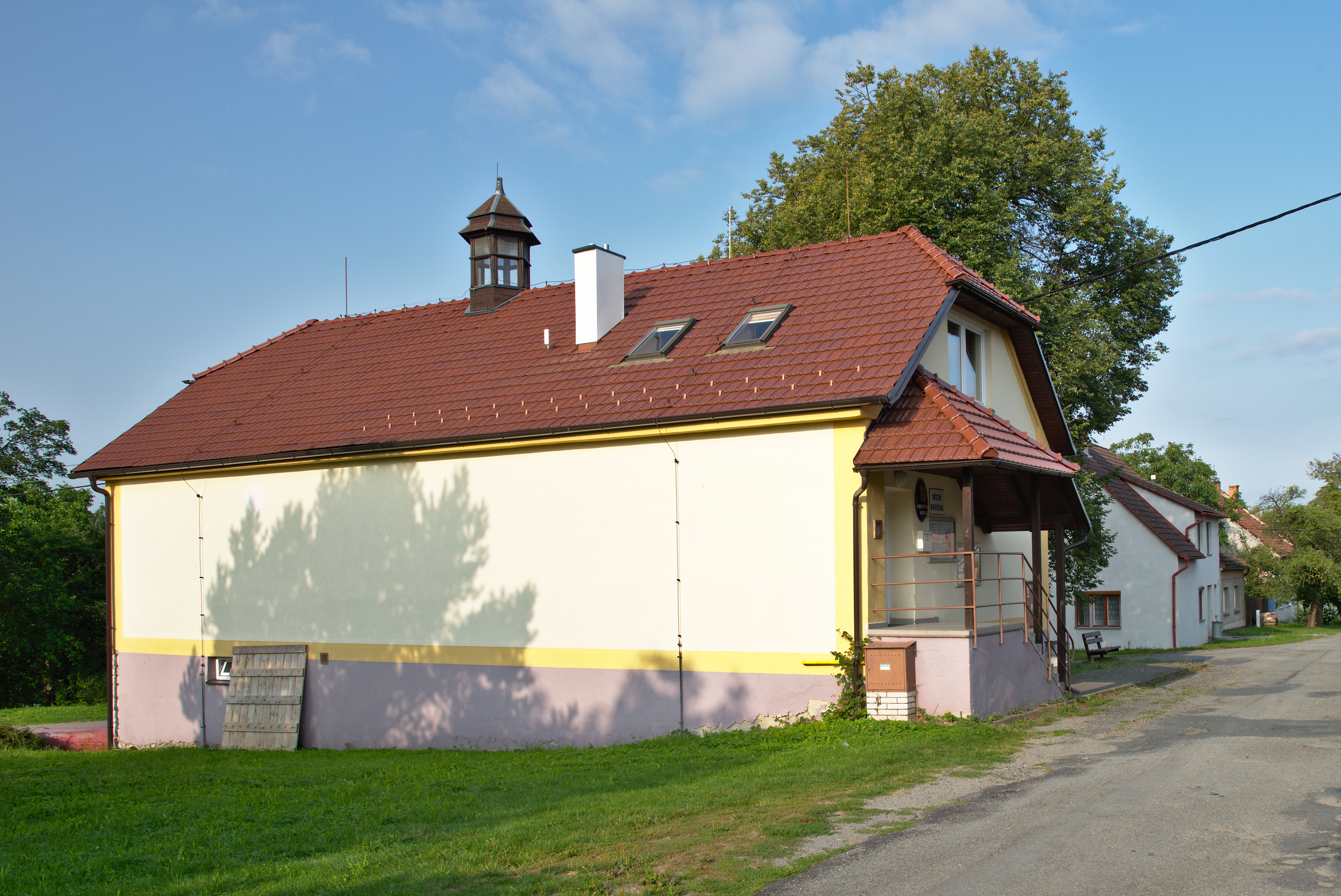
Gemeindeamt Světlá

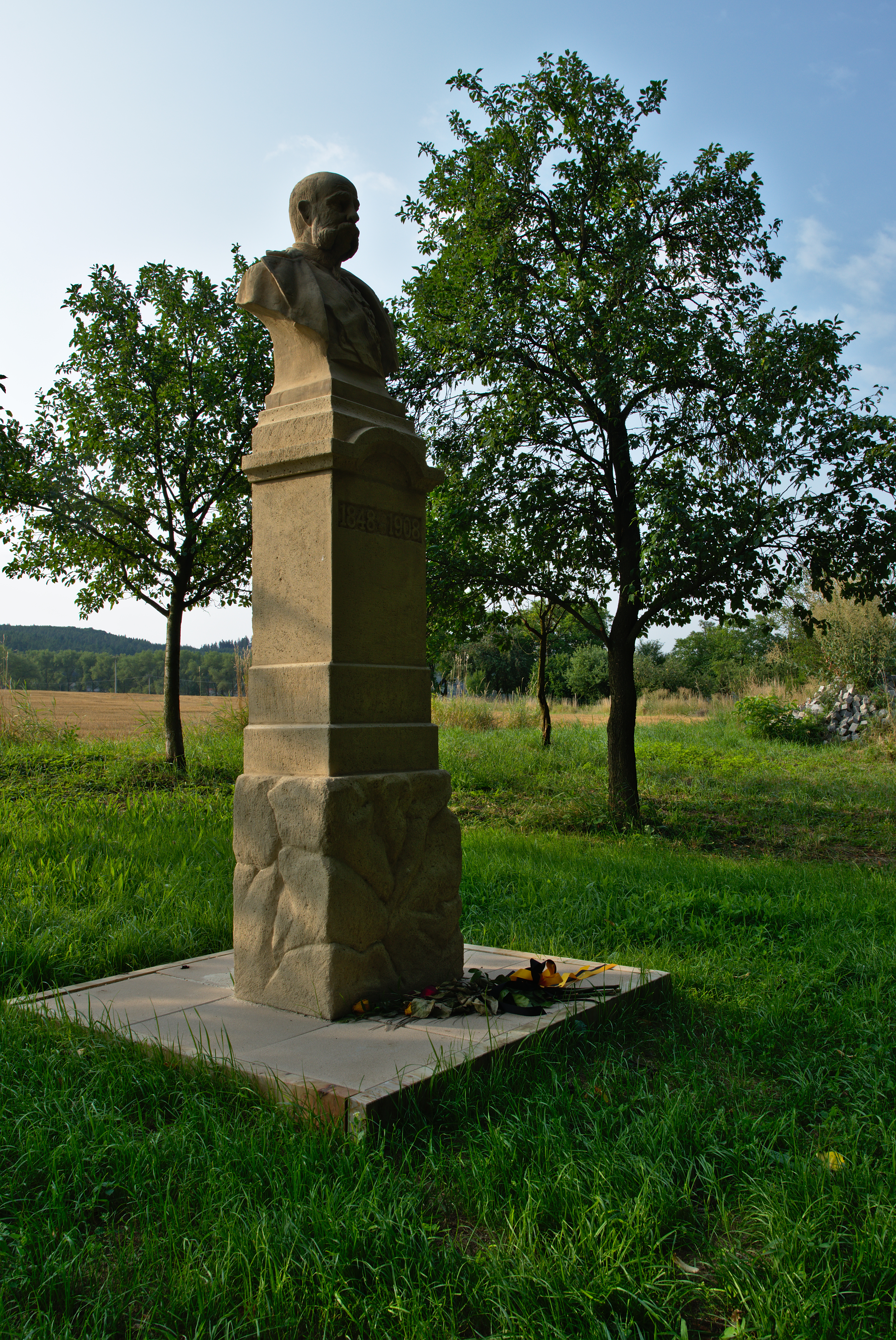
Kaiser Franz Joseph Denkmal

Přívěsť (deutsch Duldungsdorf) ist eine Ortslage der Gemeinde Světlá in Tschechien. Sie liegt zehn Kilometer nordöstlich von Boskovice und gehört zum Okres Blansko.

## Geographie
Das Straßendorf Přívěsť befindet sich am nordwestlichen Fuße des Drahaner Berglandes in dem als Malá Haná (Kleine Hanna) bezeichneten nördlichen Teil der Boskowitzer Furche. Durch das Dorf fließt der Bach Uhřický potok, der hier auch als Světelský potok bezeichnet wird. Nordöstlich erhebt sich die Lipina (592 m. n.m.), im Osten die Pohora (610 m. n.m.) und der Kančín (610 m. n.m.) sowie südöstlich der Rychvald (600 m. n.m.). Am westlichen Ortsrand verläuft die Staatsstraße II/374 zwischen Boskovice und Jevíčko, die zugleich die Ortslagen Přívěsť und Světlá trennt.
Nachbarorte sind Cetkovice im Norden, Úsobrno, Brodek und Skřípov im Nordosten, Pohora im Osten, Horní Štěpánov und Mořicův Dvůr im Südosten, Kapouňata und Šebetov im Süden, Knínice u Boskovic und Pamětice im Südwesten, Světlá im Westen sowie Borotín und Dvořiště im Nordwesten.

## Geschichte
Im Zuge der Josephinischen Reformen wurde 1783 das Kloster Hradisch aufgehoben und dessen umfangreicher Grundbesitz im Jahr darauf dem Religionsfonds zugewiesen. Nachdem Kaiser Joseph II. 1781 in seinem Toleranzpatent die helvetische Religionsausübung wieder zugelassen hatte, kehrten zunehmend Protestanten, deren Vorfahren nach der Schlacht am Weißen Berg ins Exil gegangen waren, um sich nicht dem Katholizismus unterwerfen zu müssen, ins Königreich Böhmen zurück.   
Im Jahre 1786 wurde der Klosterhof Swietli parzelliert und seine Fluren an helvetische Siedler aufgeteilt. Dadurch entstand östlich von Swietli eine neue Ansiedlung, die den Namen Duldungsdorf erhielt. Beide Dörfer waren nur durch die Kaiserstraße voneinander getrennt. 1825 erwarb Karl von Strachwitz-Großzauche und Kamenitz meistbietend die ehemaligen Schebetauer Klostergüter. 1837 hinterließ er die Herrschaft seinem zweiten Sohn Moritz.
Im Jahre 1835 bestand die im Olmützer Kreis gelegene Dominikalsiedlung Duldungsdorf bzw. Přiwesť aus 22 Häusern mit 108 mährischsprachigen Einwohnern. Haupterwerbsquelle bildete die Landwirtschaft. Im Ort gab es ein Schankhaus. Pfarr- und Schulort war Czetlowitz; der Amtsort Schebetau. Bis zur Mitte des 19. Jahrhunderts blieb Duldungsdorf der Allodialherrschaft Schebetau untertänig.
Nach der Aufhebung der Patrimonialherrschaften bildete Přívěsť / Duldungsdorf ab 1850 einen 
Ortsteil der Gemeinde Světlá / Swietly im Gerichtsbezirk Gewitsch. Ab 1869 gehörte Přívěsť zum Bezirk Mährisch Trübau. 1887 wurde die gemeinschaftliche Freiwillige Feuerwehr für Světlá und Přívěsť gegründet. Im Jahre 1890 hatte Přívěst 124 tschechische Einwohner und bestand aus 22 Häusern. Zum Ende des 19. Jahrhunderts wurde auf dem nordöstlich gelegenen Hügel Kopanina eine hölzerne Holländerwindmühle errichtet. Nach dem Ersten Weltkrieg zerfiel der Vielvölkerstaat Österreich-Ungarn, das Dorf wurde 1918 Teil der neu gebildeten Tschechoslowakischen Republik. Beim Zensus von 1921 lebten in den 37 Häusern von Přívěsť 197 Tschechen. Am 23. Dezember 1936 brannte die Windmühle nieder. Von 1939 bis 1945 gehörte Přívěsť / Duldungsdorf zum Protektorat Böhmen und Mähren; zwischen 1941 und 1945 war das Dorf dem Politischen Bezirk Boskowitz zugeordnet. Nach dem Ende des Zweiten Weltkrieges 1945 wurde Přívěsť zunächst wieder Teil des Okres Moravská Třebová und 1949 wiederum dem Okres Boskovice zugewiesen. Dieser wurde im Zuge der Gebietsreform von 1960 aufgehoben und das Dorf dem Okres Blansko zugeordnet. Mit Beginn des Jahres 1961 wurden Přívěsť und Světlá nach Šebetov eingemeindet und zu einem Ortsteil Světlá fusioniert. Seit 1992 ist Přívěsť wieder Teil der Gemeinde Světlá. In Přívěsť befindet sich das Gemeindeamt der Gemeinde Světlá.

## Ortsgliederung
Přívěsť ist Teil des Katastralbezirkes Světlá u Šebetova.

## Sehenswürdigkeiten
- Schrotholzchaluppen
- Kaiser-Franz-Joseph-Denkmal, es wurde 1908 geschaffen, 1918 gestürzt und 2017 wiedererrichtet.